# Europees kampioenschap voetbal onder 18 - 1992 (kwalificatie)
De kwalificatie voor het Europees kampioenschap voetbal voor mannen onder 18 jaar van 1992 werd gespeeld tussen 12 september 1990 en 11 december 1991. Er zouden in totaal acht landen kwalificeren voor het eindtoernooi dat in juli 1992 heeft plaatsgevonden in Duitsland. In totaal deden er 32 landen van de UEFA mee.

## Gekwalificeerde landen
| # | Land      | Gekwalificeerd als |
| - | --------- | ------------------ |
| 1 | Turkije   | Winnaar groep 1    |
| 2 | Hongarije | Winnaar groep 2    |
| 3 | Portugal  | Winnaar groep 3    |
| 4 | Duitsland | Winnaar groep 4    |
| 5 | Engeland  | Winnaar groep 5    |
| 6 | Polen     | Winnaar groep 6    |
| 7 | Noorwegen | Winnaar groep 7    |
| 8 | GOS N.    | Winnaar groep 8    |

Noot: Het GOS, oftewel Gemenebest van Onafhankelijke Staten, kwalificeerde zich als  Sovjet-Unie  , maar dat land kwam te vervallen en ging tijdelijk over in GOS.

## Eerste ronde

### Groep 1
De wedstrijden werden gespeeld tussen 10 oktober 1990 en 4 december 1991.
| Pos | Team        | Wed | W | G | V | Ptn | DV | DT | +/− | Kwalificatie                      |     | TUR | ISR | GRE | SUI |
| --- | ----------- | --- | - | - | - | --- | -- | -- | --- | --------------------------------- | --- | --- | --- | --- | --- |
| 1   | Turkije     | 6   | 3 | 3 | 0 | 9   | 8  | 2  | +6  | Geplaatst voor het hoofdtoernooi. |     | —   | 1–1 | 1–0 | 1–0 |
| 2   | Israël      | 6   | 3 | 2 | 1 | 8   | 8  | 5  | +3  |                                   |     | 1–1 | —   | 3–1 | 2–0 |
| 3   | Griekenland | 6   | 1 | 2 | 3 | 4   | 5  | 7  | −2  |                                   | 0–0 | 2–0 | —   | 1–1 |     |
| 4   | Zwitserland | 6   | 1 | 1 | 4 | 3   | 3  | 10 | −7  |                                   | 0–4 | 0–1 | 2–1 | —   |     |

### Groep 2
De wedstrijden werden gespeeld tussen 26 september 1990 en 7 november 1991.
| Pos | Team      | Wed | W | G | V | Ptn | DV | DT | +/− | Kwalificatie                      |     | HUN | CYP | ROU | BUL |
| --- | --------- | --- | - | - | - | --- | -- | -- | --- | --------------------------------- | --- | --- | --- | --- | --- |
| 1   | Hongarije | 6   | 4 | 0 | 2 | 8   | 11 | 6  | +5  | Geplaatst voor het hoofdtoernooi. |     | —   | 0–1 | 1–0 | 2–1 |
| 2   | Cyprus    | 6   | 4 | 0 | 2 | 8   | 10 | 9  | +1  |                                   |     | 0–5 | —   | 3–0 | 3–1 |
| 3   | Roemenië  | 6   | 3 | 1 | 2 | 7   | 8  | 8  | 0   |                                   | 1–2 | 3–2 | —   | 1–1 |     |
| 4   | Bulgarije | 6   | 0 | 1 | 5 | 1   | 4  | 10 | −6  |                                   | 1–2 | 0–1 | 0–1 | —   |     |

### Groep 3
De wedstrijden werden gespeeld tussen 31 oktober 1990 en 20 november 1991.
| Pos | Team       | Wed | W | G | V | Ptn | DV | DT | +/− | Kwalificatie                      |     | POR | FRA | DEN | LUX |
| --- | ---------- | --- | - | - | - | --- | -- | -- | --- | --------------------------------- | --- | --- | --- | --- | --- |
| 1   | Portugal   | 6   | 4 | 2 | 0 | 10  | 18 | 1  | +17 | Geplaatst voor het hoofdtoernooi. |     | —   | 0–0 | 3–0 | 7–1 |
| 2   | Frankrijk  | 6   | 4 | 1 | 1 | 9   | 11 | 5  | +6  |                                   |     | 0–3 | —   | 2–0 | 2–1 |
| 3   | Denemarken | 6   | 2 | 1 | 3 | 5   | 13 | 7  | +6  |                                   | 0–0 | 1–2 | —   | 7–0 |     |
| 4   | Luxemburg  | 6   | 0 | 0 | 6 | 0   | 2  | 31 | −29 |                                   | 0–5 | 0–5 | 0–5 | —   |     |

### Groep 4
De wedstrijden werden gespeeld tussen 21 november 1990 en 11 december 1991.
| Pos | Team      | Wed | W | G | V | Ptn | DV | DT | +/− | Kwalificatie                      |     | GER | ITA | ESP | MLT |
| --- | --------- | --- | - | - | - | --- | -- | -- | --- | --------------------------------- | --- | --- | --- | --- | --- |
| 1   | Duitsland | 6   | 4 | 2 | 0 | 10  | 13 | 3  | +10 | Geplaatst voor het hoofdtoernooi. |     | —   | 0–0 | 3–0 | 4–0 |
| 2   | Italië    | 6   | 3 | 3 | 0 | 9   | 15 | 2  | +13 |                                   |     | 2–2 | —   | 0–0 | 9–0 |
| 3   | Spanje    | 6   | 0 | 3 | 3 | 3   | 2  | 9  | −7  |                                   | 1–3 | 0–2 | —   | 0–0 |     |
| 4   | Malta     | 6   | 0 | 2 | 4 | 2   | 1  | 17 | −16 |                                   | 0–1 | 0–2 | 1–1 | —   |     |

### Groep 5
De wedstrijden werden gespeeld tussen 12 september 1990 en 6 november 1991.
| Pos | Team     | Wed | W | G | V | Ptn | DV | DT | +/− | Kwalificatie                      |     | ENG | BEL | ISL | WAL |
| --- | -------- | --- | - | - | - | --- | -- | -- | --- | --------------------------------- | --- | --- | --- | --- | --- |
| 1   | Engeland | 6   | 4 | 1 | 1 | 9   | 9  | 4  | +5  | Geplaatst voor het hoofdtoernooi. |     | —   | 0–0 | 2–1 | 3–0 |
| 2   | België   | 6   | 2 | 3 | 1 | 7   | 6  | 4  | +2  |                                   |     | 1–0 | —   | 1–1 | 2–0 |
| 3   | IJsland  | 6   | 1 | 3 | 2 | 5   | 7  | 8  | −1  |                                   | 2–3 | 2–1 | —   | 0–0 |     |
| 4   | Wales    | 6   | 0 | 3 | 3 | 3   | 2  | 8  | −6  |                                   | 0–1 | 1–1 | 1–1 | —   |     |

### Groep 6
De wedstrijden werden gespeeld tussen 9 oktober 1990 en 5 november 1991.
| Pos | Team          | Wed | W | G | V | Ptn | DV | DT | +/− | Kwalificatie                      |     | POL | IRL | NIR | SCO |
| --- | ------------- | --- | - | - | - | --- | -- | -- | --- | --------------------------------- | --- | --- | --- | --- | --- |
| 1   | Polen         | 6   | 6 | 0 | 0 | 12  | 15 | 0  | +15 | Geplaatst voor het hoofdtoernooi. |     | —   | 5–0 | 3–0 | 1–0 |
| 2   | Ierland       | 6   | 3 | 1 | 2 | 7   | 9  | 12 | −3  |                                   |     | 0–3 | —   | 2–2 | 2–1 |
| 3   | Noord-Ierland | 6   | 0 | 3 | 3 | 3   | 4  | 10 | −6  |                                   | 0–1 | 0–2 | —   | 2–2 |     |
| 4   | Schotland     | 6   | 0 | 2 | 4 | 2   | 4  | 10 | −6  |                                   | 0–2 | 1–3 | 0–0 | —   |     |

### Groep 7
De wedstrijden werden gespeeld tussen 18 september 1990 en 5 november 1991.
| Pos | Team       | Wed | W | G | V | Ptn | DV | DT | +/− | Kwalificatie                      |     | NOR | FIN | NED | AUT |
| --- | ---------- | --- | - | - | - | --- | -- | -- | --- | --------------------------------- | --- | --- | --- | --- | --- |
| 1   | Noorwegen  | 6   | 4 | 0 | 2 | 8   | 12 | 4  | +8  | Geplaatst voor het hoofdtoernooi. |     | —   | 0–1 | 4–1 | 1–0 |
| 2   | Finland    | 6   | 4 | 0 | 2 | 8   | 8  | 5  | +3  |                                   |     | 0–2 | —   | 2–0 | 0–3 |
| 3   | Nederland  | 6   | 3 | 0 | 3 | 6   | 8  | 10 | −2  |                                   | 2–0 | 0–3 | —   | 4–1 |     |
| 4   | Oostenrijk | 6   | 1 | 0 | 5 | 2   | 4  | 13 | −9  |                                   | 0–5 | 0–2 | 0–1 | —   |     |

### Groep 8
De wedstrijden werden gespeeld tussen 20 september 1990 en 6 november 1991.
| Pos | Team              | Wed | W | G | V | Ptn | DV | DT | +/− | Kwalificatie                      |     | URS | YUG | TCH | SWE |
| --- | ----------------- | --- | - | - | - | --- | -- | -- | --- | --------------------------------- | --- | --- | --- | --- | --- |
| 1   | Sovjet-Unie       | 6   | 3 | 2 | 1 | 8   | 15 | 9  | +6  | Geplaatst voor het hoofdtoernooi. |     | —   | 4–2 | 3–0 | 2–0 |
| 2   | Joegoslavië       | 6   | 2 | 2 | 2 | 6   | 12 | 13 | −1  |                                   |     | 3–2 | —   | 0–0 | 6–4 |
| 3   | Tsjecho-Slowakije | 6   | 1 | 4 | 1 | 6   | 7  | 8  | −1  |                                   | 2–2 | 2–0 | —   | 2–2 |     |
| 4   | Zweden            | 6   | 0 | 4 | 2 | 4   | 10 | 14 | −4  |                                   | 2–2 | 1–1 | 1–1 | —   |     |